# Quid pro quo (film)
Quid pro quo – amerykański film fabularny z 2008 roku, napisany i wyreżyserowany przez Carlosa Brooksa. Światowa premiera obrazu miała miejsce w styczniu 2008 podczas Sundance Film Festival.

## Opis fabuły
Isaac Knott, niemogący chodzić reporter radiowy, poznaje Fionę, która należy do jednej z subkultur, bardzo zmienia jego życie.

## Obsada
- Nick Stahl − Isaac Knott
- Vera Farmiga − Fiona
- James Frain − ojciec Dave
- Jessica Hecht − Edie
- Aimee Mullins − Raine
- Phil LaMarr − dowodzący grupie pragnących niepełnosprawności
- Jacob Pitts − Hugh
- Dylan Bruno − Scott
- Joshua Leonard − ojciec Issaca